# Campeonato Mundial de Polo de 2001
El VI Campeonato Mundial de Polo de 2001 se realizó en abril de 2001 en Melbourne, Australia.
El campeón fue Brasil, alcanzando su segunda corona mundial. Venció en la final a la sorprendente Australia que siempre se caracterizaba por salir última en este campeonato. Por primera vez una selección no americana ni europea llegaba a la final.
Argentina e Inglaterra ocuparon el tercer y cuarto lugar, respectivamente. El resto de los participantes fueron India, Italia, Canadá y Estados Unidos.

## Final
| Lugar | Selección | Formación                                                     | Goles |
| ----- | --------- | ------------------------------------------------------------- | ----- |
| 1°    | Brasil    | Luiz Diniz, Aluisio Rosa Rodrigo Andrade, Olavo Novaes        | 10    |
| 2°    | Australia | Drew Slack-Smith, Andrew Williams Mark Field, Damien Johnston | 9     |